# 잔 앤 딘

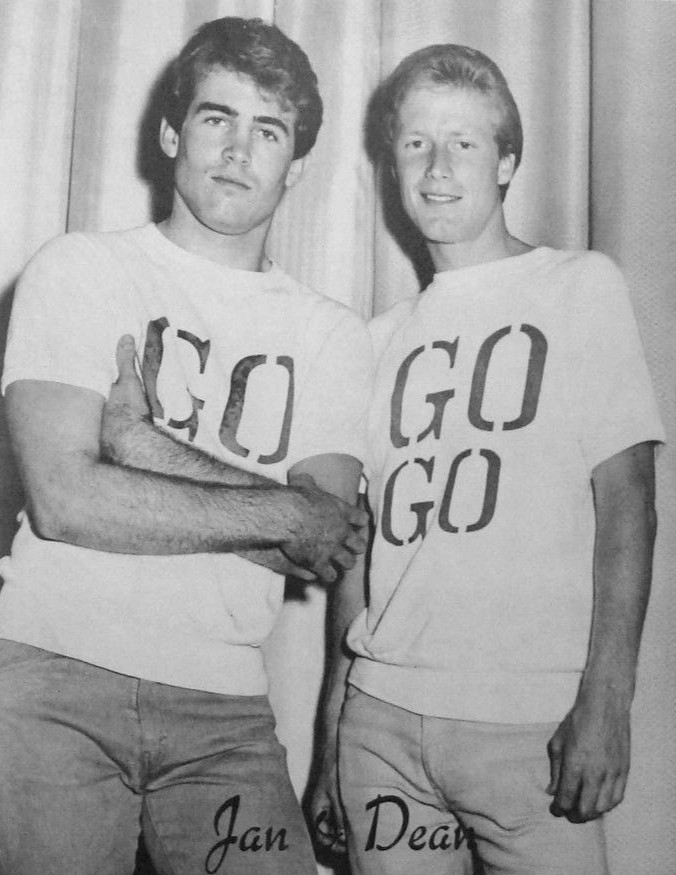
1964년

잔 앤 딘(Jan and Dean)은 서핀(surfin)붐으로 일약 각광을 받은 캘리포니아 출신의 백인 듀엣이다. 윌리엄 잔 베리(William Jan Berry, 1941년 4월 3일 ~ 2004년 3월 26일)와 딘 토렌스(Dean Ormsby Torrence, 1940년 3월 10일 ~ )는 모두 유니버시티 고등학교 출신으로서 학생시절부터 함께 노래를 불렀다. 1958년에 <제니 리>로 데뷔하여 1963년에 <서프 시티>의 밀리언 셀러를 내어 일약 스타의 자리에 올랐다.